# Billy Beckett
William Beckett (4 tháng 7 năm 1915 – 5 tháng 4 năm 1998) là một cầu thủ bóng đá người Anh, thi đấu cho 8 câu lạc bộ trong 15 năm sự nghiệp, 6 đội trong đó là trong Thế chiến thứ hai.
Ông có 5 lần ra sân ở Football League cho Bradford City.